# Srebrna głowa byka z Sanu

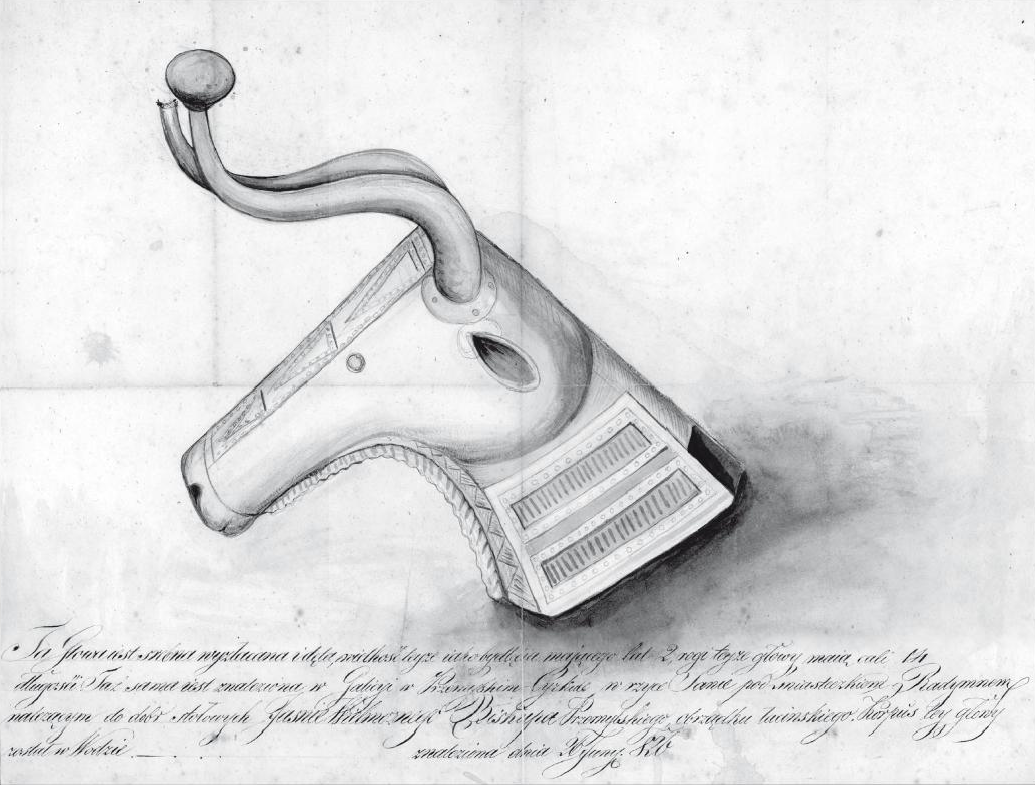
Rysunek przedstawiający srebrną głowę byka – 1826 (zbiory Muzeum Archeologicznego w Krakowie)

Srebrna głowa byka z Sanu – zagadkowy artefakt archeologiczny wydobyty z Sanu w okolicach Radymna w roku 1826. Ponieważ nie można wskazać gdzie zabytek się znajduje, nie został on przebadany naukowo, nie wiadomo więc ani kiedy powstał, ani też nie da się dokładnie określić z jakiej kultury pochodzi.
Zachowana na rysunku głowa byka wydobyta z Sanu zdaje się wykazywać cechy kultury celtyckiej z elementami typowymi dla kultur strefy dolnego Dunaju.
Artefakt jest tematem wielu dociekań naukowych, a ta jego część, która miała pozostać w Sanie, jest obiektem poszukiwań prowadzonych zarówno przez amatorów, jak i profesjonalistów.

## Historia odkrycia
26 czerwca 1826 roku rybacy poszukujący drewna w Sanie oderwali od korpusu i wydobyli srebrną głowę byka o rogach zakończonych gałkami. Korpus artefaktu pozostał w rzece. Najstarsza wzmianka o znalezisku pochodzi z „Gazety Warszawskiej” (z 17 lipca 1826, nr 113, s. 1707) – „List wiarogodnego Prałata, udzielony z Puław”:

„W Gallicyi niedaleko Radymna, miasta należącego do Biskupa Przemyślskiego, rybacy szukając osękami drzewa w Sanie napadli na coś takiego, co opierając się ich sile wydawało brzęk podobny do kruszcowego naczynia. Założywszy głębiey osęki wydobyli wkrótce ogromną ześniedziałą głowę, którey kształt dziki tak iednego z rybaków przestraszył, iż omal iey na powrót w wodę nie upuścił. Głowa ta z ciągnionego srebra trzynastey próby zrobiona, niegdyś pozłacana, waży do trzech funtów Wiedeńskich. Kształt iey iest iakiegoś zwierza niewiadomego: sama morda niby barania ma półtory ćwierci długości, łeb szeroki, uszy cielęce, rogi pół łokcia długie, nakształt wołowych zagięte, na końcach mają gałki; część szyi znayduiąca się przy głowie z okrągłości podobną do ludzkiey; w mieyscu oczu znać były iakieś kamienie świecące, lecz te albo rybacy wyięli, albo w wodzie zostały. Musi reszta potworu tego znaydować się na dnie, bo białość srebra w odłamaniu dowodzi świeże oderwanie głowy od korpusu. Miałem te głowę w mych ręku; w mieyscu gdzie ią wydobyto, przed siedmią laty (czyli w roku 1819) wody nie było, ludzie tam mieli pola i ogrody, bo San innem płynął korytem. Rząd kraiowy dowiedziawszy się o tem odkryciu, postawił straż na brzegach i trudni się robieniem skrzyni, żeby wypompować wodę i dalsze czynić poszukiwania. Woda w tem mieyscu na trzy łokcie głęboka; rybacy utrzymuią, że korpus zwierzęcia tego, czyli bożyszcza, naymniey dwa łokcie przysypany jest piaskiem. Co się z tych poszukiwań okaże, nie omieszkam donieść.”

W archiwum Muzeum Archeologicznego w Krakowie znajduje się jedyny rysunek zabytku, który ofiarował Władysław Przybysławski (1830–1908). Łączy on elementy stylistyki celtyckiej i trackiej. Został on opisany słowami:

„Ta głowa iest srebna wyzłacana i dęta, wielkości teyże jako bydlęcia mającego lat 2, rogi teyże głowy maią cali 14 długości. Taż sama iest znaleziona w Galicyi w Przemyskim Cyrkule w rzyce Sanie pod miasteczkiem Radymnem należącym do dóbr stołowych Jaśnie Wielmożnego biskupa Przemyskiego obrządku łacinskiego. Korpus tej głowy został w Wodzie znaleziony dnia 26 Juny 826”.

Dalsze losy artefaktu pozostają nieznane. Prof. Józef Łepkowski twierdził, że głowa została wystawiona na wystawie starożytności w Krakowie w roku 1873, co jednak podważają inni badacze. Wskazują, że artefakt nie został umieszczony w szczegółowym spisie J.N. Sadowskiego z przełomu lat 1872/1873.
Artefakt był kilkukrotnie opisywany (K. Hadaczek 1909, M. Śmiszko 1936, Kozłowski 1939, W. Antoniewicz 1954, R. Jamka 1963, J. Głosik 1973, T. Bochnak 2009).

## Opis artefaktu
Pomiędzy tymi dwoma opisami istnieją niewielkie różnice. Wzmianka w gazecie mówi o dwóch gałkach, rysunek zawiera jedną. Rogi miały mieć według gazety długość pół łokcia (12 cali), rysunek zaś mówi o 14 calach. Oznaczałoby to, że miały one około 29,7 do 34,7 cm. Natomiast szerokość łba to około 22 cm. Długość łba jest podobna do długości rogów, podobnie jak odcinek od odłamania szyi do czubka głowy.
Przyjmując wagę funta wiedeńskiego na 0,2806 kg waga artefaktu wynosiła ok. 0,8418 kg. Szacunkowo określona próba srebra na „trzynastą” (najwyższa to szesnasta) wskazuje, że był to stop o zawartości 81,25% czystego srebra.
Zarówno opis, jak i ilustracja wskazuje, że artefakt zbudowano z kilku części. Osobno wykonano rogi, które z czerepem połączono nitami, stosując jako wzmocnienie łączenia pierścieniowe nakładki. W podobny sposób przymocowano rogi celtyckiej brązowej maski końskiej z Torrs w Szkocji. Osobnym elementem były też wieńczące rogi gałki oraz uszy mocowane za rogami. Również oczy wykonano oddzielnie. Widoczny na szyi ornament może być nakładką maskującą łączenie łba z niezachowanym korpusem, od którego głowa miała zostać oderwana. Głowa mogła być pozłacana, ewentualnie to co opisano jako złoconą warstwę mogło być przebarwieniem korozyjnym.

## Hipotezy dotyczące artefaktu
Nie można jednoznacznie wskazać w jakiej kulturze mógł powstać artefakt. W. Antoniewicz łączył znalezisko ze skandynawskimi okuciami rogów do picia. Hipoteza ta jest odrzucana ze względu na zbyt duże rozmiary artefaktu. Artefakt mógł być srebrnym rytonem, czemu jednak przeczy informacja o oderwaniu głowy od większej całości.
Motyw rogów zakończonych kulkami może wskazywać na celtyckie pochodzenie, gdzie w ikonografii znane są przedstawienia czworonogów z kulkami na rogach. Podobne zdobienia występują jednak również na terenach niezajętych przez Celtów, szczególnie w basenie Morza Północnego i Bałtyckiego. Byk odgrywał również istotną rolę w kulturze germańskiej.
Według pracy Olova Jansego, kuliste zakończenia rogów mogą symbolizować jabłka bogini obfitości. Éric Vial uważa, że kulki można interpretować jako symbol udomowienia zwierząt lub po prostu jako rodzaj ozdoby. Jeszcze inni uważają, że byki z kulkami na rogach mogą mieć związek z taurokathapsia – rytualnymi igrzyskami z udziałem byków znanych z kultury minojskiej i starożytnej Hellady. Kulki miałyby wówczas pełnić rolę ochraniaczy, podobnie do stosowanych do dziś przy treningach toreadorów lub podczas tourady, portugalskiej odmiany corridy.
Najbardziej prawdopodobna hipoteza łączy głowę byka z Sanu z kulturą celtycką. Jednakże ornament zdobiący przód pyska byka oraz jego podgardle nie jest spotykany w sztuce celtyckiej (motywy geometryczne, zwłaszcza trójkąty).